# Komet Skoričenko-George
Komet Skoričenko-George ali C/1989 Y1  je komet, ki sta ga 17. decembra 1989 odkrila  sovjetski astronom Boris Skoritčenko in kanadski ljubiteljski astronom Douglas George iz Kanate blizu Ottawe v Kanadi.

## Značilnosti
Komet je imel hiperbolično tirnico . 

Prisončje je prešel 11. aprila 1990, ko je bil od Sonca oddaljen  1,569 a.e. Bil je zelo nenavaden komet. Njegova svetlost se ni močno spreminjala, nikoli ni razvil repa 

## Opazovanja
Komet so opazovali tudi na Observatoriju Črni Vrh .